# Viktor Lövgren
Viktor Lövgren, född 31 maj 1990 i Sundsvall, är en svensk fotbollsspelare som senast representerade MOF Customs United F.C. i Thai League 2.
Viktor Lövgren debuterade år 2007, som 17-åring, i division 2 Norrland för sin moderklubb IFK Sundsvall. År 2010, efter tre år på seniornivå i IFK Sundsvall, lämnade han på lån till Gamla Upsala SK i division 2 Norra Svealand. 2011 skrev Lövgren på ett treårskontrakt med IK Sirius FK i division 1 norra. År 2013 var han sedan med då Sirius gick obesegrade genom serien och avancerade till Superettan. Parterna förlängde kontraktet över säsongen 2014.
I februari 2015 skrev Lövgren på för ett år med Täby-klubben IK Frej i Superettan. Inför säsongen 2016 lämnade han för norska klubben Arendal Fotball. Under Lövgrens första säsong i Arendal vann laget avdelning 4 av PostNord-ligaen med hela 16 poängs marginal ned till andraplatsen och avancerade därmed till OBOS-ligaen inför säsongen 2017.
I januari 2020 skrev Lövgren på för den thailändska klubben MOF Customs United F.C. i Thai League 2.